# Paul Léon Cornelius Montaigne
Paul Léon Cornelius Montaigne CM (chinesisch 滿德胎; * 29. August 1883 in Terdeghem, Dritte Französische Republik; † 9. Januar 1962 in Paris, Frankreich) war ein römisch-katholischer französischer Geistlicher.

## Leben
Paul Léon Cornelius Montaigne wurde 1883 geboren. Im Mai 1904 legte er seine Profess bei den Lazaristen ab und wurde am 25. Mai 1907 zum Priester geweiht. Er wurde in die Mission nach China entsandt.
Papst Pius XI. ernannte ihn am 25. November 1924 zum Apostolischen Vikar von Paotingfu. Am 18. Dezember 1924 folgte die Ernennung zum Titularbischof von Sidyma. Celso Benigno Luigi Costantini, Apostolischer Delegat in China, weihte ihn am 19. April 1925 in Baoting zum Bischof. Mitkonsekratoren waren Joseph-Sylvain-Marius Fabrègues CM, Koadjutor-Apostolischer Vikar von Peking, und Jean de Vienne de Hautefeuille CM, Apostolischer Vikar von Coastal Chi-Li.
Am 25. Januar 1930 ernannte der Papst ihn zum Koadjutor-Apostolischen Vikar von Peking. Am 26. Januar 1933 starb Stanislas-François Jarlin CM und Montaigne folgte ihm als Apostolischer Vikar von Peking nach. Am 11. April 1946 nahm Papst Pius XII. seinen Rücktritt an. Später kehrte er nach Frankreich zurück, wo er am 9. Januar 1962 starb.